# Zombiji u Darkvudu
Zombiji u Darkvudu je 663. redovna epizoda Zagora objavljena u svesci #195. u izdanju Veselog četvrtka. Na kioscima u Srbiji se pojavila 12. januara 2023. Koštala je 350 din (2,9 €; 3,03 $). Imala je 94 strane. Ovo je prvi deo duže epizode koji se nastavlja u #196: Sindrom belzebul.

## Originalna epizoda
Originalna sveska pod nazivom Zombi a Darkwood objavljena je premijerno u #663. regularne edicije Zagora u izdanju Bonelija u Italiji 2. oktobra 2020. Epizodu je nacrtao Paolo Bizi, a scenario napisao Samuel Marola. Naslovnu stranu je nacrtao Alesandro Pičineli. Cena sveske za evropskom tržištu iznosila je 4,4 €. 

## Kratak sadržaj
Prolog. Grupa razbojnika predvođena Lizardom nalazi se u poseti kod Tovake, poglavice plemena Algonkina. Razbojnici su saznali za indijansku grobnicu u kojoj veruju da ima dragocenosti. Ubijaju Tovaku i ulaze u grobnicu, ali tamo nalaze na zombije, koji izlaze napolje.
Glavna priča. Red Huk, u dolini planine Blekstip. Zagor traži prevoz preko reke da bi pronašao Lizardovu bandu. Prevoz mu nudi Peti (koja radi sa traperom Blek Šatom), vlasnicom parobroda. Uskoro Red Huk napadaju zombiji i pobiju skoro sve njegove  stanovnike. Zagor uspeva da odvuče zombije iz mesta u šumu, dok Peti, Čiko i Blek Šat, odlaze na parobrod da bi odvezli preživele. Algonkini nailaze na Zagora i pogode ga sekirom. Misleći da je i zaražen, jedan Indijanac je odlučio da ga ubije.
LIzardova banda nailazi na logor trapera. Ubijaju trapere i pale vatru u šumi da bi ubili ostale zombije.

## Povezane epizode
Događaji u ovoj epizodi povezane su sa sveskom Smrtonosna opasnost (Odabrane priče #37) i Oluja nad Haitijem (Odabrane priče #55).

## Heraklitove izreke
U epizodi Lizard pominje nekoliko Heraklitovih izreka.

## Prethodno objavljivanje ove epizode
Epizoda je u celosti već bila objavljena u Novoj zlatnoj seriji u okviru #28 pod nazivom Sindrom belzebul 25. marta 2021. godine.

## Prethodna i naredna epizoda
Prethodna sveska Zagora u okviru redovne edicije nosila je naslov Vodeno stvorenje (#194), a naredna Sindrom Belzebul (#196).